# 1819 no Brasil
Esta é uma cronologia dos acontecimentos do ano 1819 no Brasil.

## Nascimentos
- 4 de Abril - Rainha Maria II de Portugal, no Rio de Janeiro

## Mortes
- 1 de Julho - Jesuíno do Monte Carmelo, pintor brasileiro (n. 1764).